# Je suis partout
Je suis partout  (дословный перевод: «Я везде») ― французская газета, основанная писателем и журналистом Жаном Фаяром. Первый номер был опубликован 29 ноября 1930 года. Редакция газеты до 1939 года находилась под руководством историка Пьера Гаксотта, известного благодаря своим трудам о Великой французской революции. В издании работали такие журналисты, как Люсьен Ребате и Ален Лабро, карикатурист Ральф Супо, а также бельгийский корреспондент Пьер Дей. Все они придерживались крайне правых взглядов.

## Межвоенный период
В первых выпусках Je suis partout основное внимание было сосредоточено на освещении международных событий, при этом в статьях отсутствовала какая-либо радикальная, антисемитская или даже просто последовательно правая риторика. Однако группа редакторов находилась под сильным влиянием идей Шарля Морраса и интегралистского, монархического движения «Аксьон Франсез». Идеология этого движения затем быстро нашла отражение в характере статей газеты, из-за чего другая часть журналистов, придерживавшихся более умеренных взглядов, уволилась из редакции в качестве знака протеста.
Газета стала одним из основных рупоров критики парламентаризма и «загнивающего» режима Третьей республики, проповедуя идеи национализма и тем самым становясь в один ряд с фашистскими движениями той эпохи, как с французскими, так и с иностранными. В октябре 1932 года был напечатан спецвыпуск газеты, посвящённый политическим событиям в Италии, в котором высказывалась полное одобрение Бенито Муссолини. Je suis partout пользовалась успехом у испанских фалангистов, членов Железной гвардии в Румынии, рексистов Леона Дегреля в Бельгии, а также в Великобритании среди членов Британского союза фашистов под руководством Освальда Мосли. Начиная с 1936 года в газете начали появляться лестные статьи об Адольфе Гитлере и нацизме.
Несмотря на все свои международные связи, в Je suis partout отстаивалась точка зрения о том, что французский фашизм должен быть особенным и копировать сущность иностранных движений французам не следует: «мы будем рассматривать иностранный фашизм только через призму французского фашизма, единственного настоящего фашизма» (выпуск от 14 апреля 1939). В почёте у газеты был и Жак Дорио, пытавшийся объединить французских ультраправых в единый фронт.
Антисемитская риторика в газете стала широко распространена во время дела Ставитского и после попытки государственного переворота, осуществлённой во время проведения демонстрации ультраправых перед зданием Бурбонского дворца 6 февраля 1934 г. (см.: Путч 6 февраля 1934). А после того, как в 1936 году правительство Франции было сформировано левым крылом Народного фронта, возглавляемого евреем Леоном Блюмом, антисемитизм в газете становится ещё более ядовитым, чем когда-либо. Начиная с 1938 года, Je suis partout по объёму расистской пропаганды могла сравниться с газетами нацистской Германии, публикуя два специальных выпуска: Les Juifs («евреи») и Les Juifs et la France («евреи и Франция»). Такая радикальная риторика вынудила Жана Фаяра порвать все связи с газетой, и она была продана новому составу редакторов, в который вошёл и аргентинец Шарль Леска. Незадолго до начала Второй мировой войны и немецкой оккупации страны в 1940 году газета была запрещена.

## Сотрудничество с оккупационным режимом
Газета начала публиковаться снова в 1941 году, и её ярко выраженная коллаборационистская позиция подверглась резкой критике Шарля Морраса, который отрёкся от газеты. Je suis partout восторжествовала в качестве голоса ультраправых сил, в ней публиковались яростные призывы к убийству евреев и политических деятелей Третьей республики: «смерть тех людей, которые доставили нам так много скорби... все французы требуют этого» (выпуск от 6 сентября 1941). Газета имела влияние преимущественно на интеллектуальную и молодую аудиторию. Тираж издания возрос с 46 000 выпусков в 1939 году до 250 000 в 1942 году.
Робер Бразийак был главным редактором газеты с июня 1937 по сентябрь 1943 года (был казнен за государственную измену в 1945 году). Однако Бразийак, как полагали нацисты, был слишком мягким в своих взглядах, и поэтому был впоследствии заменён Пьером-Антуаном Кусто, братом Жака Кусто. Je suis partout под руководством Кусто полностью отражала идеологическую позицию нацистского руководства, хотя и тем самым отошла от своих корней, начав придерживаться нацистского антиинтеллектуализма. Газета поощряла французов ко вступлению в Ваффен-СС и в дивизию СС «Шарлемань». Несколько её редакторов вступили во Французскую народную партию и в Милицию. Публикация газеты продолжалась до конца августа 1944 года (до момента освобождения Парижа).